# Rivaldo
»Rivaldo« (s pravim imenom Vitor Borba Ferreira), brazilski nogometaš, * 19. april 1972, Paulista, Pernambuco, Brazilija.
Sodeloval je na nogometnemu delu poletnih olimpijskih iger leta 1996.